# Llac Kochel
Kochel és un llac d'Alemanya en la Baviera al sud de Múnic.
Ubicat prop del llac Walchensee que li envia part de les seves aigües per conducte subterrani. El travessa el riu Loisach, i té 4 quilòmetres de llarg per 3 d'ample.
Prop d'aquest llac hi ha el famós monestir de Benediktbeuren.